# Losaria coon
Losaria coon es una especie de mariposas de la familia de los papiliónidos.

## Taxonomía
Losaria coon fue descrita por el naturalista y entomólogo danés Johan Christian Fabricius en 1793.

### Subespecies
- Losaria coon cacharensis  (Butler, 1885)[2]
- Losaria coon coon (Wallace, 1865)
- Losaria coon delianus (Fruhstorfer, 1895)[3]
- Losaria coon doubledayi (Wallace, 1865)
- Losaria coon insperatus (Joicey & Talbot, 1921)
- Losaria coon palembanganus (Rothschild, 1896)
- Losaria coon patianus (Fruhstorfer, 1898)
- Losaria coon sambilanga (Doherty, 1886)